# 施君龍
施君龍（1977年—），香港罪犯，曾被判處謀殺罪的縱火案主犯及釋囚，出生於中国广东省海丰县梅陇镇，現居香港，為家庭團聚互助會新界分會董事。

## 入境事務大樓縱火案
施君龍是2000年香港入境事務大樓縱火案的主犯，這起縱火案導致入境事務處高級入境事務主任梁錦光及爭取居港權人士林小星被燒死，另有50人受傷。他其後被判決謀殺罪成，判處終身監禁，在2005年獲改判誤殺罪成，判刑減為監禁8年。施君龍獲改判後在犯人欄內稱「5年來我一直無為自己抗辯過，因為其實牽涉更多不公義。我相信今次悲劇是由入境處高層一手造成，李少光（案發時的入境事務處處長）都有份。」施君龍於2005年刑滿獲釋後被即時遣返回中国大陆，但這名縱火殺人犯卻於2011年獲中國公安機關批出前往港澳通行證（俗稱單程證）前往香港定居，香港社會對此嘩然及引起社會部分人士要求改革單程證制度。

## 取得居港權
2013年8月23日，有記者發現施君龍在屯門建制派組織家庭團聚互助會新界分會出入，當時36歲的施君龍身材發胖，駕駛着豪華七人車、身穿名牌牛仔褲、背着名牌袋。後來證實施君龍在於2005年出獄後，成功申請單程證獲得香港居留權，繼續於中國大陸居住，偶然來香港及在家庭團聚互助會做董事。家庭團聚互助會是專為中國大陸人申請單程證的組織，該會成立於2004年，與中聯辦及民建聯關係密切，被指以協助加快申請單程證作為條件，為民建聯及工聯會助選，向中國大陸移民拉票。
當年曾經與死者梁錦光共事的入境事務處人員在香港報章訪問中表示，對於施君龍獲發單程證來到香港感到憤慨，認為事件是突顯單程證制度的荒謬；入境事務主任協會主席倪錫水於同一報道中稱示「有些傷痛要放下，當然有人不會忘記」，他續指出，當事人經由香港司法制度獲判罪成及已經服刑，已經對其錯誤行為付出代價，如今是依法申請來到香港，需要尊重機制。
殉職的前高級入境事務主任梁錦光的兒子亦對施君龍獲批移民香港感到失落，他質疑施君龍有否反省過自己所做的事：「施君龍來港，對我最大的衝擊，不是仇恨，而是原則的問題，人誰無過，如果在牢中的日子，他有反省過自己所做的事，他是應該被原諒的，但我從新聞中看到他上訴得直後的表現，很難讓我相信他有在反省。香港讓這樣的人來港，只會增加社會的危險與不安，因此我同意單程證制度的檢討。」。

## 廣東道驅蝗行動
2014年2月16日，尖沙咀廣東道有分別支持和反對港澳自由行的團體進行活動。施君龍出現在其中，並向反對自由行之團體「反赤化·反殖民」群組成員大聲喝罵：「做英国嘅走狗應該去英國去美国，唔好喺香港。（做英國的走狗應該去英國、去美國，不要留在香港）」施君龍事後指當日只是來港購物而路過，一時大動肝火。施君龍又道：「見到他們用粗口問候我們內地人，又問他們（內地旅客）會不會聽（廣東話），令我一時很火」。施君龍又表示示威者錯找對象：「如果真的關心香港人多，完全可以去深圳關口表達，追著一些遊客罵算甚麼英雄好漢！」施君龍稱對自由行並無既定立場，但對支持自由行的團體愛港之聲在香港電台直播時事論壇節目《城市論壇》包圍前電台節目主持李慧玲亦「不敢苟同」，只是「聽到有團體以粗口辱罵內地人方出言反擊」。

## 相關
- 入境事務大樓縱火案
- 入境事務大樓
- 香港居留權
- 香港居留權爭議